# 柏崎インターチェンジ
柏崎インターチェンジ（かしわざきインターチェンジ）は、新潟県柏崎市大字両田尻にある北陸自動車道のインターチェンジである。

## 歴史
- 1981年（昭和56年）10月29日 - 西山IC - 柏崎IC間の開通に伴い供用開始[1][2]。
- 1982年（昭和57年）11月17日 - 柏崎IC - 米山ICが開通[1][4][5]。

## 道路
- E8 北陸自動車道（35番）
- 接続する道路：国道252号

## 料金所
- ブース数：4

### 入口
- ブース数：2
  - ETC専用：1
  - 一般：1

### 出口
- ブース数：2
  - ETC専用：1
  - 一般：1

## 周辺
- 東日本旅客鉄道（JR東日本）信越本線 茨目駅

## 柏崎バスストップ

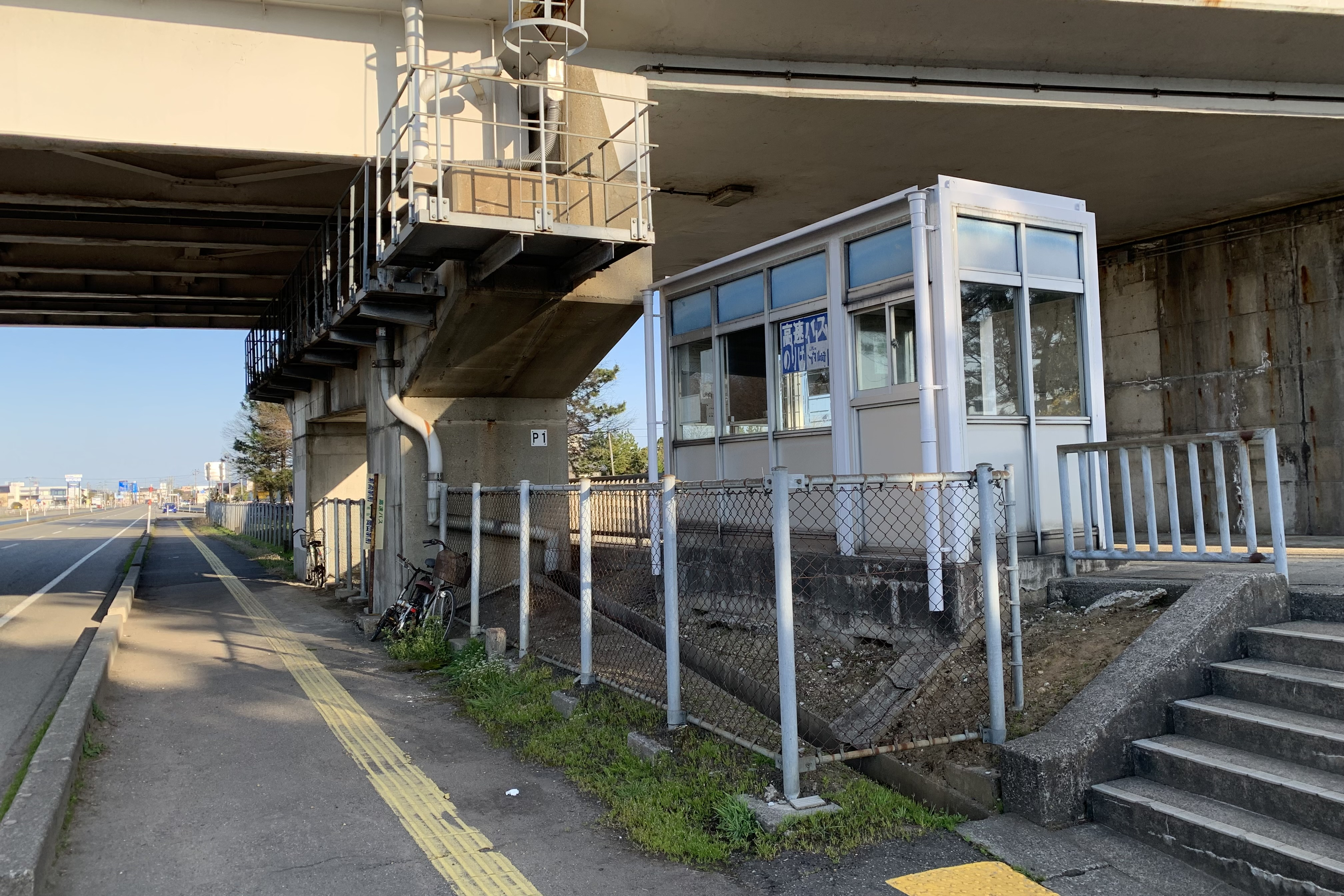
柏崎バスストップ（2022年4月）

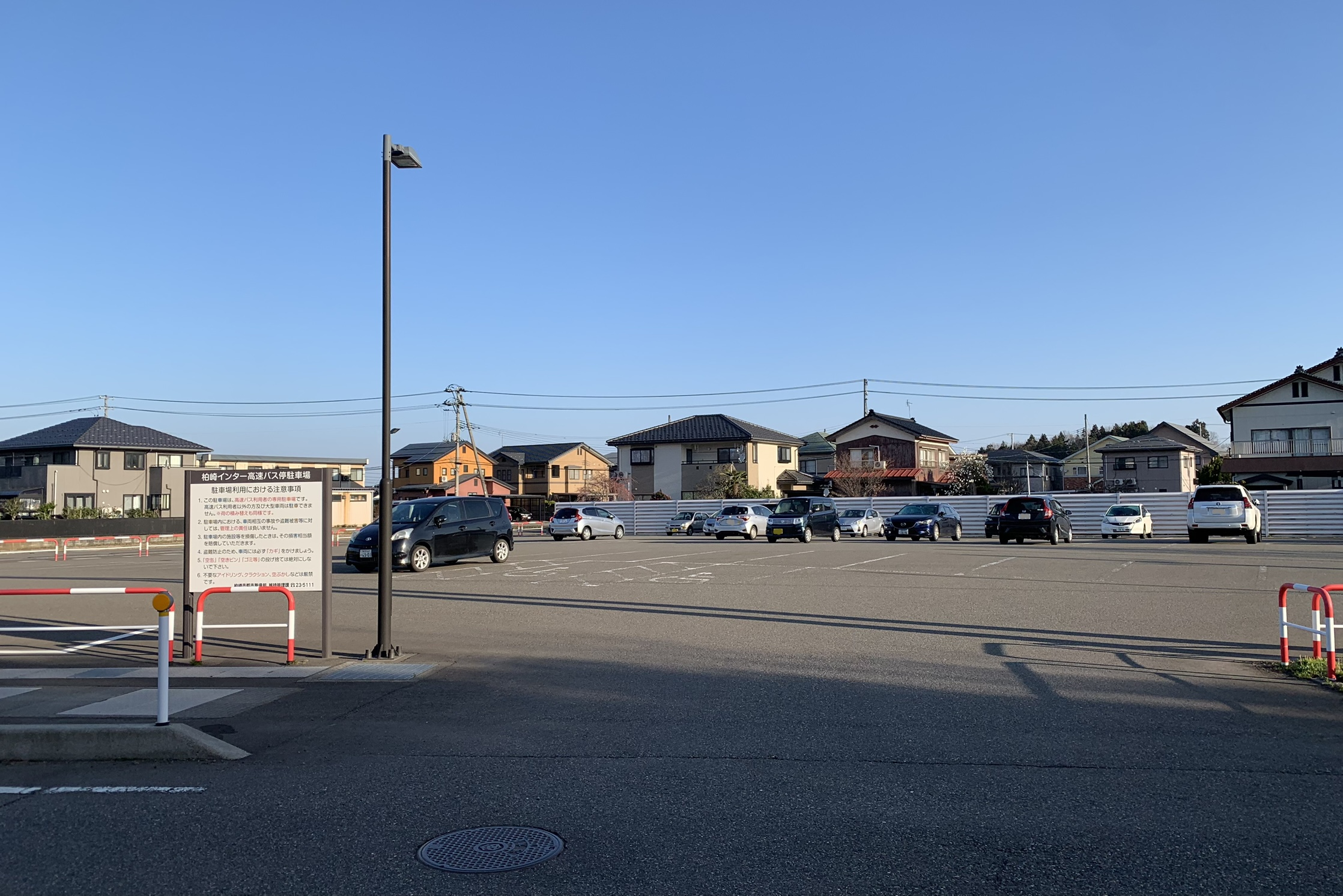
停留所近くに設けられた無料パークアンドライド駐車場（2022年4月）

IC内、料金所外ランプにある高速バス停留所。BSから発着する路線は新潟県内線高速バス1路線のみで、引き続き北陸道を走行する。

### 停車路線

#### 県内線
- 【ときライナー】Ｊ 上越線（一部の便は高田発着） 一部便のみ停車
上方BS - 柏崎BS - 曽地BS

### 柏崎インターバス停留所
なお、IC西側には柏崎インターバス停があり、県外線高速バス1路線と県内線高速バスの柏崎線、さらに同市高柳町方面の路線バスが発着している。

#### 県外線
- 東京 - 上越線（池袋行は乗車のみ、直江津行は降車のみの扱い）
柿崎BS - 柏崎駅前 - 柏崎インター - 曽地BS

#### 県内線
- 【ときライナー】Ｋ 柏崎線
柏崎地域振興局前 - 柏崎インター - 曽地BS

#### 路線バス

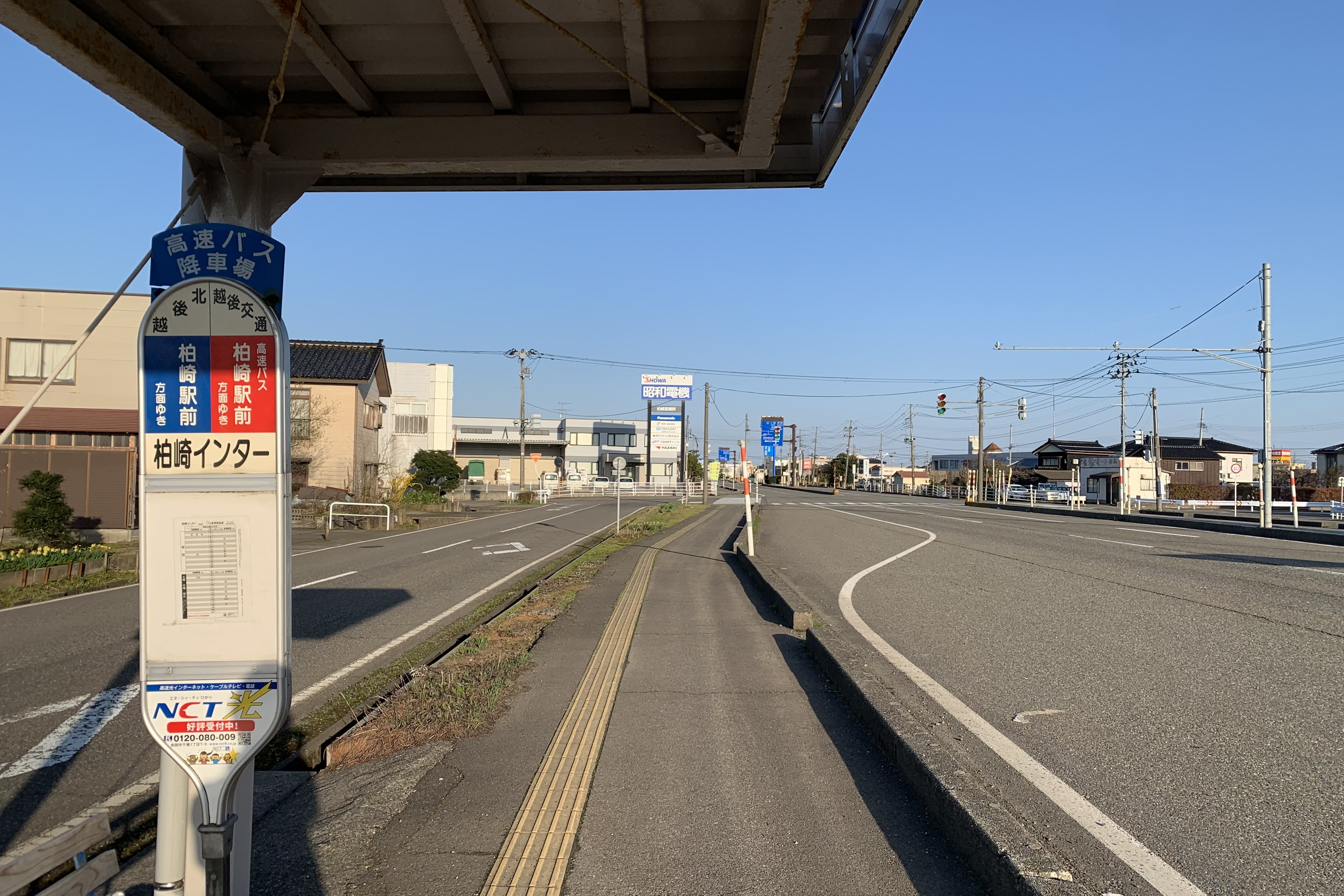
国道252号沿いの「柏崎インター」バス停（2022年4月）

- 越後交通
  - 宮平北・岡野町 方面
  - 柏崎駅前 方面

ときライナー路線図
新潟県・県外高速バス路線図（旧ツアーバス系は除く）
柏崎エリア南部の一般路線バス路線図（「柏崎インター」からは緑・黄色の路線が出ている）

## 隣
E8 北陸自動車道
(34)米山IC/SA（下り線） - 米山SA（上り線） - (35)柏崎IC - 刈羽PA - (36)西山IC